# Hibbing
Hibbing – miasto w Stanach Zjednoczonych, w stanie Minnesota, w hrabstwie St. Louis.